# Eulophus albitarsus
Eulophus albitarsus är en stekelart som beskrevs av Julius Theodor Christian Ratzeburg 1844. Eulophus albitarsus ingår i släktet Eulophus och familjen finglanssteklar. Inga underarter finns listade i Catalogue of Life.